# Анна Марія Нільссон
Анна Марія Нільссон (швед. Anna Maria Nilsson нар. 13 травня 1983, Естерсунд, Швеція) — шведська біатлоністка,  учасниця чемпіонатів світу з біатлону, учасниця та призерка етапів кубка світу з біатлону. У 2012 році завершила професійну кар'єру.

## Виступи на Олімпійських іграх
| Рік  | Місце проведення | Інд | Спр | Пр | МС | Ест |
| 2010 | Ванкувер         | 24  | 16  | 47 | 28 | 5   |

## Виступи на чемпіонатах світу
| Рік  | Місце проведення     | Інд | Спр | Пр | МС | Ест | ЗМ |
| 2005 | Ханти-Мансійськ      |     |     |    |    |     | 13 |
| 2007 | Антхольц-Антерсельва | 21  |     |    |    |     |    |
| 2008 | Естерсунд            | 27  | 28  | 34 |    | 8   |    |
| 2009 | Пхьончхан            | 70  | 49  | 43 |    | 5   |    |
| 2011 | Ханти-Мансійськ      | 39  | 12  | 25 | 26 | 6   |    |
| 2012 | Рупольдінг           | 56  | 13  | 10 | 20 | 5   |    |

## Кар'єра в Кубку світу
- Дебют в кубку світу — 11 грудня 2002 року в естафеті в Поклюці — 14 місце.
- Перше попадання в залікову зону — 12 січня 2007 року в спринті у Рупольдинзі — 26 місце.
- Перше попадання на розширений подіум — 13 грудня 2007 року в індивідуальній гонкці в Поклюці — 6 місце.
- Перший  подіум — 1 грудня 2011 року в індивідуальній гонкці в Естерсунді — 2 місце.

## Загальний залік в Кубку світу
- 2006-2007 — 68-е місце (15 очок)
- 2007-2008 — 34-е місце (142 очки)
- 2008-2009 — 59-е місце (90 очок)
- 2009-2010 — 48-е місце (99 очок)
- 2010-2011 — 33-е місце (237 очок)
- 2011-2012 — 31-е місце (237 очок)

## Статистика стрільби
| № п/п | Сезон     | Загальна        | Індивідуальна гонка | Спринт         | Гонка переслідування | Мас-старт     | Естафета      |
| ----- | --------- | --------------- | ------------------- | -------------- | -------------------- | ------------- | ------------- |
| 1     | 2006-2007 | 82,3% (144/175) | 83,8% (67/80)       | 75,0% (30/40)  | 85,0% (17/20)        | 0,0% (0/0)    | 85,7% (30/35) |
| 2     | 2007-2008 | 79,2% (274/346) | 88,3% (53/60)       | 77,8% (70/90)  | 80,0% (64/80)        | 78,3% (47/60) | 71,4% (40/56) |
| 3     | 2008-2009 | 72,0% (273/379) | 71,3% (57/80)       | 75,0% (75/100) | 71,7% (86/120)       | 0,0% (0/0)    | 69,6% (55/79) |
| 4     | 2009-2010 | 77,8% (210/270) | 85,0% (51/60)       | 68,6% (48/70)  | 75,0% (45/60)        | 80,0% (16/20) | 83,3% (50/60) |
| 5     | 2010-2011 | 79,5% (322/405) | 80,0% (64/80)       | 88,9% (80/90)  | 75,0% (105/140)      | 85,0% (34/40) | 70,9% (39/55) |
| 6     | 2011-2012 | 79,3% (329/415) | 85,0% (51/60)       | 72,2% (65/90)  | 77,9% (109/140)      | 87,5% (35/40) | 81,2% (69/85) |